# کانلینها
کانلینها (به پرتغالی: Canelinha) یک منطقهٔ مسکونی در برزیل است که در سانتا کاتارینا واقع شده‌است. کانلینها ۱۵۱٫۴۰۹ کیلومتر مربع مساحت و ۱۲٬۳۹۸ نفر جمعیت دارد و ۱۷ متر بالاتر از سطح دریا واقع شده‌است.